# プリティーリズムのプレイヤーキャラクター
- プリティーリズム > プリティーリズムの登場人物 > プリティーリズムのプレイヤーキャラクター

プリティーリズムのプレイヤーキャラクターでは、2010年から2014年まで稼働していたタカラトミー→タカラトミーアーツ/シンソフィアのアーケードゲーム『プリティーリズム』でプレイヤーキャラクターとして使用可能な主要登場人物について解説する。
本項で解説する人物は全て、ゲームを原作とするテレビアニメ等のメディアミックス作品においても主要人物に位置付けられている。
- AD：プリティーリズム・オーロラドリーム
- DMF：プリティーリズム・ディアマイフューチャー
- RL：プリティーリズム・レインボーライブ
- 劇場版：劇場版 プリティーリズム・オールスターセレクション プリズムショー☆ベストテン
- マイデコ：プリティーリズム・マイ☆デコレインボーウエディング
- マイデザ：プリティーリズム・レインボーライブ きらきらマイ☆デザイン
- 1450：プリパラ&プリティーリズム プリパラでつかえるおしゃれアイテム1450!

## オーロラドリームスターズ
ゲームのシーズン1 - 8もしくは、アニメADを初出とするプレイヤーキャラクター。ゲームのシーズン2 - 6に「ミニスカートであそぶ」モード専用のプレイヤーキャラクターとして登場していたAKB48研究生（結成当時）のアイドルユニット・ミニスカートのメンバー、みゆみゆ（竹内美宥）・はるぅ（島田晴香）・なんちゃん（森杏奈）については、それぞれの項目を参照。
りぼん版ではりずむ・花音（かのん）・セレナの3人でチーム・アスタリズムを、アニメではADにおいてあいら・りずむ・みおんの3人でアイドルユニット・MARs（マーズ）、セレナとかのんでお笑いコンビ・せれのんをそれぞれ結成している。
りぼん版の設定についてはプリティーリズム (漫画)#登場人物を参照。

### MARs
春音あいら（はるね あいら）
声 - 阿澄佳奈（ゲーム：シーズン4 - 、アニメ）
2011年4月9日のアニメAD放送開始、また同年4月28日にゲームがシーズン4に更新されて以降のメインキャラクター。ゲームのシーズン5より、りずむに代わってプリズムストーン裏面のファッションモデルに起用されている。りずむと対照的に運動が不得手な反面、卓越したファッションセンスを有しており相互に弱点を補完し合う関係となっている。アニメADを初出とする関係上、りぼん版には登場しない。
ゲーム
シーズン4よりプレイヤーキャラクターに追加。これに伴い、メモリーパスを使用しない状態で選択可能なキャラクターがりずむ1名のみからあいら・りずむの2名となった。ストーリーパート部分にはシーズン4以降もエピソードが追加・更新されないままシーズン3以前と同じものが引き続き使用されている関係で登場しておらず、ストーリーパートとプリズムショーの間にランダムで挿入される操作説明のみ登場していた。
アニメ・ちゃお版
ADの主人公。年齢はADの時点で14歳、中学2年生。1997年9月3日生まれのおとめ座（りずむと生年月日が全く同じ）で、血液型はO型。名前は作品タイトルのプリティー（愛らしい）に由来する。横浜元町のケーキショップ『Haru no Soraoto』の長女で、両親と弟1人、妹2人（双子）との6人家族。一人称は「私」。決め台詞は特に無いが、調子が良い時は「ハピラキ!」を、調子が悪い時や転倒したときは「ぎゃふん」を連呼する。
おしゃれが大好きなごく普通の中学生で、ファッションセンスに関しては、母親譲りで優れている。どちらかと言えば内気で引っ込み思案だが、どんなに苦しい時でも気持ちを切り替え、困難を乗り越えていける芯の強さも持ち合わせている。デビュー前からカリスマ読者モデルの高峰みおんを「みおん様」と呼んで一方的に崇敬していたが、MARs結成後はみおんの要請で「みおんちゃん」と呼ぶようになった。
当初はプリズムショーのことを全く知らなかったが、ひょんなことから芸能事務所・プリティートップにスカウトされ、プリティートップのダンススクール特待生として同級生のりずむとともに、プリズムスタァの頂点と言われるプリズムクイーンを目指すことになった。マネージャーの純からは「君は服に愛されている」と評されるほどの高いコーディネートの才能に恵まれている反面、運動が苦手（第27話では泳げないことも判明している）でダンスについては素人同然のため、普段はりずむからダンスの特訓を受けている。りずむと比べて気が弱く闘争心に欠ける性格のため、実戦の場では全力を発揮しづらいのが弱点だが、自身の努力と仲間たちの温かい励ましにより、その弱点も徐々に克服されつつある。運動神経が悪いが潜在能力が高く仲間を信頼するなど能力やポジションなどは漫画版のりずむと似ているが性格はどちらかといえば漫画版の花音と似ている。
新人プリズムスタァの登竜門とされるティアラカップでは、予選をりずむと同点1位で通過。予選で敗退した出場者の手でコーディネート用のプリズムストーンを盗まれるアクシデントに見舞われながらも僅差で優勝を決め、伝説のジャンプ・オーロラライジングを飛ぶために必要とされるアイテムの1つ・ピュアクリスタルティアラを手にした。
続くサマークイーンカップではみおんと共に出場することが決まっていたが、彼女自身はりずむと一緒の出場を強く望んでおり、代表から外されてしまったりずむのことが気がかりで、みおんとのレッスンには身が入らずにいた。それを察したみおんの判断で、本番直前に急遽りずむの出場が決まり、予選ではりずむとのデュオで最高得点をマークしたが、決勝戦ではせれのん(セレナとかのん）に敗退。MARs結成後、初めての公式戦となったハイヒールカップでリベンジを果たした。
プリズムクイーンシリーズの開幕後も「オーロラライジングを成功させる」と言う目標を持つりずむとは対照的に、プリズムクイーンを目指す明確な動機を持てずにいたが、シリーズ開幕戦のピュアプレミアムウェディングカップ当日に今日子から自身の生い立ちとオーロラライジングを巡る悲劇について打ち明けられ、繰り返される悲劇に終止符を打つべく、自身の手で真のオーロラライジングを完成させることを約束。それが何であるかを模索していたが、第50話で自分の存在がプリズムショーを愛する者たちすべての夢になっていることに気づき、自分のオーロラライジング「ドリーム」を完成。審査員の用意した採点基準を大きく上回るO.T.T.（Over The Top）の評価を獲得し、直前の演技で満点を記録したみおんに勝利し、新たなプリズムクイーンとなった。
DMFでは、突如としてMARsのステージに乱入して来たみあから目の敵にされており、事あるごとに勝負を挑まれているが、あいらにとってみあは「可愛い後輩の一人」の扱いを出ることは無く、噛み合わない状態が続いている。みあ以外のPrizmmy☆の3人にとっては、良き相談相手のポジションである。
ショウとユンスどちらがふさわしいコーデをするかで思い悩む中、欽太郎の策謀でシンフォニアドレスに魅入られ、ショウやユンスが全身全霊をかけて自身のためにデザインした衣装が入ったストーンを平然と捨てたり、他の服では心が動かず、シンフォニアのささやきだけしか聞こえないと言うなど寡黙で冷徹な性格に豹変。プリズムクイーンカップに出場せず、真のプリズムスタァとして真のエンターテインメントを目指すと発表し、さらにプリティートップからシンフォニア財団への移籍を宣言したが、PURETTYがMARsに勝利したことによりシンフォニア財団から解放される。全てが終わった後は、ショウとともに旅に出たとのこと。
ちゃお版では新学期から横浜へ引っ越して来たばかりのふれあとPrism Stoneの常連客同士で仲良くなり、ファッション同好会設立に協力している。ちゃお版第2話、あるいはアニメAD第31話でふれあと最初に会った時点では既にプリズムスタァとしてデビューしている。イメージカラーはピンク。

天宮りずむ（あまみや りずむ）
声 - 伊藤かな恵（ゲーム：シーズン1 - 3） / 原紗友里（ゲーム：シーズン4 - 、アニメ）
2010年7月15日にゲームのシーズン1が稼働開始した時点より中心となっているキャラクターであり、シーズン4まではプリズムストーン裏面のファッションモデルに起用されていた。設定はゲーム・りぼん版・アニメで大きく異っており、ゲーム版、アニメでは運動を得意とする反面、ファッションのセンスは今一つな所に対し、りぼん版はそれらとは逆で運動神経が悪いが持ち前の明るさで周囲の観客を楽しませる天性の才能を持っている。唯一、3つとも共通しているのが母親が伝説のプリズムクイーンであるという点。
ゲーム
シーズン1 - 3ではメモリーパスを使用しない状態で1人だけ選べるプレイヤーキャラクターであった。アニメADの放送開始に合わせ、シーズン4より配役とデフォルト（プリズムストーン未使用状態）の衣装が変更されている。
誕生日は特定されていないが、本人は「いて座」を自称している。ショッピングモールで買い物に来ていた男子プリズムスタァのユニット・Callingsのヒビキに一目惚れして以来、積極的にアプローチを試みているが目立った成果は挙がっていない状態。ペットとして仔豚（但し「ブタ」呼ばわりされると激怒して全身を膨らませる）のヘオンを飼っているが、りぼん版やアニメ・ちゃお版にはヘオンは登場していない。好きな食べ物はアイスクリーム、嫌いな食べ物はワサビ。
アニメ・ちゃお版
ADの時点で14歳の中学2年生。1997年9月3日生まれのおとめ座（あいらと生年月日が全く同じ）。血液型は当初「A型」とされていたが、本編第29話では「B型」とされている。横浜・石川町のマンションで父・龍太郎と2人暮らしをしている。伝説のプリズムクイーンと呼ばれている元プリズムスタァ・神崎そなたの一人娘だが、彼女自身はそのことを他人には話さず、事実を知っているのは父・龍太郎とあいらの母・おみ、そしてペアチアマスコットのベアチだけであったが、第25話で自作のオーロラライジング研究ノートについてみおんに問い詰められたことを契機にあいらとみおんに対しては事実を認め、秘密を共有するようになった。母が唯一残していった手作りのクマのぬいぐるみ・アンディ（声 - 間宮くるみ）を大切にしている。一人称は「あたし」。本番前に気合を入れる際の「ココロ、充電!」、特に調子が良い時は「ココロ、満タン!」が決め台詞で、ジャンプが決まった時は「ガッ飛び!」と絶叫する。焼肉が大好物で、第15話で披露した作詞やキャラクターソングact.2のMCにその片鱗がうかがえる。性格やポジションなど漫画版のセレナと似ている部分がある。
父と2人でマンションに暮らしている。あいらと同じ中学校に通っており、2年に進級した際に同じクラスになった。母・そなたと同じくプリズムクイーンになることを目指しており、あいらと知り合う以前から原宿にあるプリティートップのダンススクールに練習生として通っていたがプリズムジャンプを初めて成功させた後、あいらと共に特待生となっている。母親のいない父子家庭ながらも、明るく前向きな性格で運動神経が抜群だが、ファッションセンスは今ひとつで、普段は服のコーディネートをあいらから教わっている。マネージャーの純によると、プリズムショーはダンスの技能だけでなくコーディネートの才能も大きく作用するため、この点が彼女の最大の問題点になっているとのこと。また、学校の勉強(特に英、数、理の三教科)も苦手で、試験の成績も良くないが、本人はそのことを全く気にしている様子はない。しかし今日子から「追試で全科目70点以上取れなければ引退」と叱責された時だけはさすがに焦っていた。
プリズムショーにかける熱意は誰よりも強く、母・そなたが12年前に一度だけ成功させた伝説のプリズムジャンプ・オーロラライジングを成功させることを最大の目標にしている。しかしその反面、過度なまでの熱意の強さや、プリズムクイーンになった後に姿を消してしまった母・そなたに関して引きずられ過ぎてしまっている事等から、熱意に実力が伴っていないにも拘らず、心配する周囲の気持ちを無視して独り善がりな行動に出て、迷惑をかけてしまうことが多い。
ティアラカップ決勝ではあいらと共にプリズムストーンを盗まれたが、あいらが決勝用に隠し持っていたプリズムストーンを借りて出場を果たすことができた。しかし、最終的にはあいらに僅差で負けて準優勝となった。この時、あいらが自分と同じくプリズムストーンを盗まれた状況でありながら決勝用のプリズムストーンを犠牲にしてまで自分を助けてくれたことを知って、あいらの愚直なまでに誠実な友情に心を打たれ、あいらの優勝を心底から祝福した。
続くサマークイーンカップでは、誰よりも強く出場を希望していたにも関わらず代表から外され、涙を流して悔しがっていたが、本番直前になってみおんの判断により急遽出場が決まり、予選ではあいらとのデュオで最高得点をマークしている。しかし、決勝戦ではセレナとかのんに敗れ、優勝を逃してしまった。
みおんの復帰当初は、あいらが「みおん様」と呼んで崇敬していたのと対照的に、プリズムショーに対する姿勢の違いから明確な敵意を示していた。後にみおんの意外な弱点を知ってからは少しずつ打ち解け、サマークイーンカップの決勝戦で敗退してみおんと共に泣いてからは、本当の仲間と言える関係になっている。MARs結成後、初の公式戦となったハイヒールカップではサマークイーンカップの雪辱を果たし、ピュアクリスタルハイヒールを手にした。
プリズムクイーンシリーズの開幕後は第2戦のウィンタースノーカップにエントリーしたが、演技中に客席でそなたの姿を目撃して動揺し、着氷のバランスを崩して2位に終わる。その後、あいら・みおんとの友情の証であるチアブレスと引き換えに、母の師匠でありオーロラライジングを考案したダンス指導者・ケイに弟子入りを志願。彼女の指導で心を闇に染めてしまい、まるで別人のようになるもあいらに助けられ、本来の自分を取り戻した。
最終戦のプリズムクイーンカップでは4名中2番目の滑走者として登場。オーロラライジングファイナルを完成させるが、大会の終了を待たず会場を去ろうとするそなたを追って演技を放棄。大会は失格処分となるが、セレナの協力でそなたとの再会を実現した。DMF第1話で、今日子の口からあいらがプリズムクイーンになった翌年以降、プリズムクイーンになったことが語られている。
Prizmmy☆に対しては「親しみやすい、友達のような先輩」的なポジションで接しているが、出番はあいらやみおんに比べて少ない。DMF第28話で、18歳にしてヒビキと一年半前に結婚していたことがファンに報告された。ヒビキとは結婚報告前までは一緒に住んでいなかったが、DMF第29話での発言から報告後は一緒に住んでおり、DMF第51話で結婚式を挙げた。イメージカラーは水色。
ちゃお版では、あいらに誘われる形でふれあのファッション同好会設立に協力する役回りで登場している。

高峰みおん（たかみね みおん）
声 - 片岡あづさ
アニメADを初出とするメインキャラクターの1人。あいらと同様の理由でりぼん版には登場しない為、以下は原則としてアニメにおける設定である。
ゲーム
2011年12月稼働開始のシーズン7より、りずむ・あいらと同様に初期段階から選択可能なプレイヤーキャラクターとして追加。2011年10月27日発売の「デラックスコーデストーンセット」ではゲームでの登場に先行する形で、一部のプリズムストーン裏面に着用例のモデルとして起用されている。あいらと同じ理由で、ストーリーパート部分には登場しなかった。
アニメ・ちゃお版
年齢はADの時点で14歳、中学3年生。1997年3月3日生まれのうお座で、血液型はB型。第1話より登場しているが、プリズムスタァとしてのデビューを飾ったのは第12話であった。一人称は「みおん」。決め台詞は「みおん、スイッチオン!」。好きな食べ物はエイヒレだが、イメージを気にしてかトーク番組で思わず口走ってしまった際は「エクレア」とごまかしている。キャラクターソング act.4幕間のCDドラマでは「短時間で栄養補給が出来て合理的」との理由で普段からバナナを好んで食べていることを明かしている。アルゼンチン・ブエノスアイレス生まれで、ファッション雑誌のカリスマ読者モデルからプリズムスタァに転身した少女。暗い所とお化けが大の苦手である。ダンス・ファッションセンス・歌唱力すべての才能に秀でていると評されているが、性格はクールで気まぐれ。ただし、アイドルとしての表舞台での営業用スマイルは完璧に心得ている。ネコチによると、両親は海外で働いていて滅多に帰国せず、また幼少期から両親以外の大人に囲まれる環境で育ったことから、問題が起きても人に頼ろうとせずに自力での解決を最優先する傾向が強く、復帰後も相手からの好意も素直に受け取らず、「友達なんて必要ない」と公言していたが、あいらやりずむ・その家族との交流を通じて次第に打ち解け始めている。
読者モデル時代からブログが1日100万アクセスを記録するなど、同年代の少女達の間ではトップアイドル的な存在であったが、水面下でプリティートップからスカウトを受けた後にプリズムスタァへの電撃的な転身を宣言する。ところがデビュー当日に失踪してしまい、意図せずしてあいらとりずむがプリズムショーデビューするきっかけを作ることとなる。この際の経緯については、今日子が独断で公演をセットしたものの、みおん本人は当日の公演について何も聞かされていなかったための手違いが原因であり、当日に気まぐれを起こした訳ではないと第26話で弁明している。今日子からは自身が現役時代に果たせなかった幻のプリズムジャンプ・オーロラライジングを成功させる最有力候補と目されているが、本人はオーロラライジングに対して何の思い入れもなく、選手生命に関わるリスクを冒してまで跳ぶ価値も見出していない。そのため、今日子の「オーロラライジングなくしてプリズムクイーンなし」と言う立場に対しては強い反発を抱いており、自分自身でオーロラライジングを超える究極のプリズムジャンプ完成を模索している。その一方で、りずむがオーロラライジングに固執する理由を知った後は、りずむのオーロラライジング成功に協力することをあいらと共に約束している。
失踪中は「今のプリズムショーは自分が出る価値の無い世界」と言い切ってヨーロッパや北米を転々とし、日本に帰国した後も公の場には姿を現さずにプリズムショーには興味のない素振りをしながらも、あいらとりずむの活動を影からこっそり観察していた。しかしティアラカップで、プリズムストーンを盗まれるアクシデントに見舞われる逆境を跳ね返して新ジャンプを決めて優勝したあいらの演技に触発される形で突如ステージに乱入。高難度のジャンプを次々に決めて会場をジャックし、優勝したあいらを圧倒する衝撃のデビューを果たした。復帰後もわがままでプライドの高い態度を取り続け、時には今日子に対しても反抗的であったが、密かに片思いしているマネージャーの純に対してだけは従順で、あいらやりずむには理解が困難な純の独特な言動の数々をストレートに理解する。
サマークイーンカップでは今日子の判断で代表に内定し、あいらとデュオを組むことが決まっていたが、最終的にあいらはりずむと一緒に出場した方が良いと判断し、大会当日に出場を辞退して補欠のりずむを出場させた。彼女としては、自分よりもチームでの勝利を第一に考えた選択のつもりであったが、作戦が失敗してせれのんに敗北したことで、プリズムスタァとして初めての無力感と挫折を味わうと共に、あいらとりずむの前で涙を流しながら初めて素直な感情を吐露し、彼女たちと本当の仲間と言える関係になれた。MARs結成後は、年長者かつ3人の中で唯一芸能界でのキャリアがあることから、芸能界に不慣れなあいらとりずむを積極的にフォローするようになる。あいら・りずむと違ってハイヒールカップが公式戦デビューであったため、プリズムクイーンカップの出場権を得るための規定のポイントを充足しておらず、プリズムクイーンシリーズの前哨戦・ニューイヤーカップに出場。現プリズムクイーンの富樫かりなを破って優勝し、この大会を最後に引退を決めていたかりなからピュアフレッシュウェディングコーデを継承した後、プリズムクイーンカップの出場権を獲得するために単身で海外遠征の旅に出る。プリズムクイーンカップでは「オーロラライジングを超えるジャンプを創り出す」との公約通り、エターナルビッグバン→ビューティフルワールドと連続で新ジャンプを決める圧倒的な演技を見せて史上初の満点（10000点）を記録。プリズムクイーンの座は間違いないと思われたが、あいらがオーロラライジング・ドリームを跳んでO.T.Tの評価を獲得したことで、準優勝となった。DMF第1話で、今日子の口からあいらがプリズムクイーンになった翌年以降にプリズムクイーンになったことが語られている。その後は今日子からプリティートップ社長の座を受け継ぎ、ワタルをマネージャーに起用した。
DMFでは、第4話でプリズムアクトの存在を知らなかったPrizmmy☆に対して「シャイニングオアシストラベラー」を実演してみせた。「マジカルみおん」と題する主演特撮番組が放送中で、演技指導の役回りで登場することが多い。
ちゃお版には、第9話で初めて登場している。イメージカラーは紫。

### SERENON with K
城之内セレナ（じょうのうち セレナ）
声 - 佐藤聡美（ゲーム） / 米澤円（アニメ）
ゲームのシーズン1より登場している。フランス人の実業家である父親と日本人の母親の間に生まれたお嬢様だが気取った所は無く、庶民的で思い切りの良さが長所。出生地はフランスだが、母の故郷である京都で育ったことから本人は日本への愛着が強く、特に日本茶が大好物。ゲーム・漫画・アニメ全てにおいて異性との恋愛要素が片思い・両思いを問わず存在しない。喋りは京言葉よりも関西共通語、とりわけ河内弁に近く短気で怒りっぽく、喧嘩っ早い性格を印象付けている。
ゲーム
メモリーパスを使用してランクをゴールドデビュー以上に上げるとプレイヤーキャラクターとして選択可能になる。ストーリーパートでは「電車が遅れたから」と自家用ヘリをチャーターして待ち合わせ場所に現れるなど有り余る財力にモノを言わせた行動や、日本語・英語・フランス語と3ヶ国語に通じた語学力が強調されるエピソードが多い。2012年2月16日発売の「かなめ&せれのんコーデセット」で初めて、一部のプリズムストーン裏面に着用例のモデルとして起用されている。
アニメ
年齢はADの時点で14歳。せれのんではボケ役を担当しており、相手を威嚇する際に父親の財力を自慢してハッタリをかますことが多いが、かのん以外はセレナのハッタリに対して正面から突っ込まない。パワフルで破天荒な演技が持ち味で、自分と同じお嬢様育ちのみおんに対しては特に強い対抗意識を持っており、顔を合わせると何かにつけて張り合おうとする。テレビ番組の収録やステージでMARsと対決した際には連戦連敗を喫しており、公式大会で初めてみおんとの対決が実現したハイヒールカップではフィニッシュ寸前に発生したアクシデントで5位に終わった。口は悪いがプリズムショーおよびお笑いへの情熱は本物。

藤堂かのん（とうどう かのん）
声 - 小松里歌（ゲーム） / 明坂聡美（アニメ）
ゲームのシーズン1より登場している。りぼん版では「藤堂花音」とフルネームが漢字表記されており、アニメでもAD第20話が放送される前のプレスリリースではりぼん版と同様に「花音」と表記されていた。兄はCallingsのヒビキ。普段はおっとりした性格だが怒ると誰も手が付けられなくなるほど（ゲームのストーリーパートにおけるりずむの評では「セレナの1万倍」）怖い所と、優雅な演技を持ち味とする点はゲーム・りぼん版・アニメで共通しているが、アニメではゲームやりぼん版から設定が大きく改変されている。両親は母がりぼん版に端役で登場するのみであるが、アニメAD第36話によると父親の名前が「ヨシミツ」、母親の名前は「シノ」（共にローマ字表記のためどのような字を当てるのかは不明）。
ゲーム
メモリーパスを使用して1回以上ゲームをプレイし、ブロンズデビューのランクを獲得するとプレイヤーキャラクターとして選択可能になる。一人称は「ワタクシ」。りずむとは幼少期にスケートリンクで衝突したことを契機に知り合った幼馴染みで、現在は共にペンギン先生の弟子となっている。趣味は料理で、ストーリーパートではりずむやセレナのボケに対するツッコミ役に回ることが多い。りずむが兄に片思いしていることに対しては、特に目立った反応は見せていない。かのん自身は兄の同僚であるワタルに対して、最初は「下品」と言う第一印象を抱きながらも「自分に無いものを持っている」との理由で一目惚れしている。2012年2月16日発売の「かなめ&せれのんコーデセット」で初めて、一部のプリズムストーン裏面に着用例のモデルとして起用されている。
アニメ
年齢はADの時点で14歳。京都出身。セレナと自称「お笑いプリズムスタァコンビ」のせれのんを組んでおり、ツッコミ役を担当している。ゲームやりぼん版と違って重度のブラザーコンプレックスであり、プライベートの場では兄のことを「ひーくん」と呼んでベッタリと甘えている。普段は物静かで優雅な京言葉を喋り、セレナに付き従う形で調子を合わせていることが多いが兄のこととなると性格が豹変し、特に兄と相思相愛のりずむに対しては敵対心を剥き出しにしている。本気で怒るとセレナの1万倍怖い。
DMFではそんなかのんもりずむとヒビキが正式に入籍発表をした際には（直前までデートを妨害していたが）素直に祝福した。

久里須かなめ（くりす かなめ）
声 - 伊藤かな恵
アニメAD第33話より登場。本編に登場する前から、第30話以降のオープニングに登場していた。
ゲーム
ゲームにおける初出は2012年2月16日発売の「かなめ&せれのんコーデセット」ではデビジェルシューズ（サプライズ）・チェリーがらロングニット（再録・レア）のプリズムストーン裏面に着用例のモデルとしての起用で、シーズン9稼動中の2012年6月よりプレイヤーキャラクターに中途追加された。プレイヤーキャラクターとしての使用条件は特に設定されていない。
アニメ
年齢はADの時点で12歳。生い立ちについて詳細は明かされていないが、物心着いた頃にはロシアのサーカス団に所属しており、12年前の失踪後にサーカス団のブランコ曲芸師へ転身していた神崎そなたが保護者となっている。そうした経緯からそなたを「マーマ」と呼んでいるが、この呼称がそなたとの血縁関係を意味するものか否かは不明。一人称は「かなめ」。
あいらが妹のうる・えるをプリズムランドへ連れて行った際に、遊園地の全景を見渡せる丘の上で出会った不思議な少女。初対面の相手には挨拶の前に匂いを嗅いだり意味深な言動で相手を翻弄する掴み所の無い性格で、大木を苦もなく登る卓越した運動能力と、一度見た他人の動作を寸分の狂いもなく自分のものにしてしまう超人的な観察力を身に着けている。本人はあいらと出会うまでプリズムショーに関する知識を全く有していなかったが、ハイヒールカップの前日になってせれのんに加わる形で同大会へ出場し、プリズムスタァとしてデビュー。フィニッシュ寸前にそなたの指示で未完成バージョンのオーロラライジングを発動させたが、記録上は一種のアクシデントとして扱われ、採点対象にはならないまま大会成績は5位に終わった。プリズムクイーンシリーズ開幕後は日本とロシアを往来しながらプリズムクイーンカップ出場権獲得を目指し、日本でのソロデビューとなるウィンタースノーカップでりずむを破って優勝したが、プリズムクイーンカップではオーロラライジングの途中でそなたの真意に気付き、故意に未完成にする。大会の終了を待たずにロシアへ帰国しようとするそなたに対してりずむと向き合うよう懸命に説得、演技を放棄してまで空港に駆けつけたりずむとそなたの再会を取り持った。
DMFではプリティートップに所属しており、特撮番組「マジカルみおん」のモブキャラクターなどの芸能活動を行っている。第14話のP-nationではせれのんのプリズムアクト「漫才プリンセス」に乱入するサプライズ出演の形で登場した。第35話ではせれのんとユニット「SERENON with K（せれのん・ウィズ・かなめ）」を組みロードトゥシンフォニアに出場した。また、時折眼鏡を着用しているが、これは日本のアニメやゲームに熱中した結果近眼になったためという裏設定が存在するが、プリズムアクト「スーパーヒロインタイム」はそのかなめの趣味が存分に発揮されたプリズムアクトである。シンフォニアセレクションファイナルではかなめ版オーロラライジング完成版というべきプリズムジャンプ「レインボーライジング」を披露した。その後は海外へ自分の両親を探す旅に出たとのこと。

## ディアマイフューチャースターズ
ゲームのシーズン9 - 13およびアニメDMFを初出とするプレイヤーキャラクター。
第27話以降のシャッフルユニット、COSMOs（コスモス）・Sprouts（スプラウト）・P&P（ピアピア）についてはプリティーリズム・ディアマイフューチャー#登場人物を参照。
Prizmmy☆（プリズミー☆）
プリティートップのダンススクールに研究生として所属していた4人のユニット。それぞれPrizmmy☆の日下部美愛（みあ）、久保玲奈（れいな）、髙橋果鈴（かりん）、瀬間彩海（あやみ）をモデルにしている。選抜された研究生であるプリズムメイツの一員として活動していたれいな・かりん・あやみの3人にみあを加え結成された。ユニット名は"Prism with me"を縮めたもの。前作「オーロラドリーム」の第50話では、小さい頃の4人が観客として登場している。キャラクターのモデルとなった実在するユニットについては、Prizmmy☆を参照。
上葉みあ（あげは みあ）
声 - 大久保瑠美
アニメDMFの主人公。韓国版での名前はアミ（아미）。
ゲーム
アニメの放送開始に合わせて2012年4月稼動開始のシーズン9よりプレイヤーキャラクターに追加され、シーズン10よりプリズムストーンの着用例モデルに起用されている。
アニメ
14歳の中学2年生。MARsのライブ中に突如現れた、強気で負けず嫌いの少女。一人称は、「あたし」もしくは「みあ」。思った事をすぐに実行するパワフルかつ自信家な性格で、プリズムスタァの一番になるべく「打倒・春音あいら」を目標にしている。後先考えずに突っ走る性格ゆえ、周囲をたびたび振り回してしまうが、持ち前のポジティブさで周囲をいつの間にか結束させてしまう不思議な魅力を持つ。また相手のことを素直に認める一面もある。口癖は「（みあが）いっちばーん！」や、「気度愛Luck!」（読み方は「きどあいらっく」。気合・度胸・愛・Luck（幸運）を組み合わせた造語）、「右良し、左良し、あたし良し!!」。Prizmmy☆の中では特化した能力はないが、歌・ダンス・ファッションのセンスを総合したトータル値はメンバーの中で1番と評価されている。ヘインとは小学校からの幼馴染で大の親友。
MARsのショーへの乱入後に取り押さえられるが、瞳にスターの輝きを宿していることを純に見抜かれてプリティートップのスクールに入り、れいな・かりん・あやみとともにユニット「Prizmmy☆」を結成。MARsやPURETTYらと切磋琢磨していき、さらに大きな目標を掲げる。やがてはシンフォニアセレクションやグレイトフルシンフォニアを通して、仲間と競い合って高みを目指す事の厳しさや辛さに直面しながら、自分が本当になりたい一番の形を見つけていく。
深山れいな（みやま れいな）
声 - 高森奈津美
ゲーム
他の3人より遅れて、シーズン9稼動中の2012年5月に中途追加された。プレイヤーキャラクターとしての使用に際して特に条件は無い。
アニメ
中学2年生の14歳。一人称「私」。「プリズムメイツ」の中ではリーダー的な存在と評されていた。あいらを尊敬しており、みあの暴走をしばしば窘めている。Prizmmy☆の中では最も歌が上手いと言われている。真面目でストイックな反面、メンタル面で脆い部分があるのが弱点。通学途中に出逢った1人の少年に恋をしているが、その少年があいらの弟・いつきであることは知らずにいた。その後、いつきの下の名前だけは第15話で知ったが、いつきがあいらの弟であることを知ったのは第22話であり、その後も彼との恋はなかなか進展する様子がない。
志々美かりん（しじみ かりん）
声 - 津田美波
ゲーム
シーズン9より登場。他の3人と異なり、メモリーパスを使用してランクをトップブロンズに上げるとプレイヤーキャラクターとして使用可能になる。
アニメ
13歳の中学1年生。一人称は「あたし」。「凄く」「とても」的な意味合いで用いる「ギャラクティカ」が口癖で、いつも笑顔を絶やさず難題に直面しても「なんとかなるっしょ」と明るく振る舞う性格。八つ子の弟がいて、面倒見のいい姉御肌の性分の持ち主で、みあが引き起こすトラブルに対しても最も落ち着いて対応できるメンバー。引きずらない性格ゆえに、諦めが早いという弱点がある。Prizmmy☆の中では最もダンスが上手いと言われている。
大瑠璃あやみ（おおるり あやみ）
声 - 佐倉綾音
ゲーム
シーズン9より登場。みあやれいなと同様、プレイヤーキャラクターとしての使用に際して特に条件は無い。
アニメ
12歳の中学1年生で、Prizmmy☆最年少。性格はおとなしく控えめながら、さりげなく毒舌を発揮する事もある。一人称は「私（わたくし）」。かなりの几帳面で、何かとメモする癖があり、「メモメモです」という口癖と共にメモを取る。また絵を描くのも得意。Prizmmy☆の中では最もファッションのセンスや知識が優れていると言われ、あいらに負けないほど洋服を愛している。強気に出られない押しの弱さが弱点ではあるが、役を演じる事に関してのみ、性格が一変し女優魂が熱くなる一面を持ち、ゲーム版「マイ☆デコレインボーウエディング」ではレインボーカップの条件を勿体ぶって話さないペンギン先生に対して激怒し、乱暴な話し方（ただし、一度だけ語尾にいつもの「なのです」を可愛く入れた）になり、他のメンバーを怯えさせたことがあり、また小学一年生版ではこのエピソードがあり、みあから大泣きされるほど怖がられた。ぷっちぐみ版では準主人公として描かれており、ヤミーに対して対等な口調である。前作『オーロラドリーム』で観客として登場した際は、眼鏡をかけていた。
PURETTY（ピュリティ）
韓国の芸能事務所・ディアプリンセスから日本でのデビューを目指し、プリティートップのダンススクールに入学した5人の留学生により結成されたユニット。それぞれPURETTYのユ・ヘイン、チョ・シユン、チョン・ジェウン、ユン・チェギョン、チョン・ソミンをモデルにしている。第13話で正式にデビューし、その際にユニット名が発表された。ユニット名は"pure"と"pretty"を組み合わせた造語。Prizmmy☆と同様に実在のユニットがモデルになっており、KARAなどが所属する芸能事務所・DSPメディアよりデビューしている。実在のPURETTYではヘインが最年長だが、アニメではシユンとチェギョンの方がヘインよりも年長に設定されている。
ゲームでは5人とも、プレイヤーキャラクターとしての使用に際しメモリーパス使用などの条件は設定されていない。
ヘイン
声 - 伊藤かな恵
ゲーム
2012年7月稼動開始のシーズン10よりプレイヤーキャラクターに追加。
アニメ
PURETTYのリーダー格。15歳。小学校2年生の時に、親の仕事の都合で1学期の間だけみあと同じ学校に通っていたことがあり、そこで当時1年生だったみあと出逢って友達になり、現在に至っている。明るく友好的な性格で、あいらやユンスとも親しい。プリズムスタァへの憧れが誰よりも強い分、自分のチームがなかなかデビューのチャンスに恵まれない事に焦りを感じ、一時期は他のメンバー達に当たり散らす事もあったが、みあのデビューは心から祝福していた。仲間たちが成長してゆくにつれて自分の個性に自信を無くしていたが、みあの説得と仲間たちの篤い友情で立ち直る。みあと同じく、瞳にスターの輝きを宿している。並外れた体力の持ち主で、特に卓球が得意。しかし絵を描くのが苦手である。
留学の以前からダンスやジャンプが1人だけ突出しており、他の4人に合わせられないことに悩んでいる。
スカイハイシンフォニアの終盤で、僅差でPrizmmy☆がMARs（特にあいら）に敗れた後、みあが残してくれたヒントを手にMARsとの決戦に向かい、見事に勝利。あいらをシンフォニアドレスの呪縛から解放するとともに、MARsやPrizmmy☆の面々をシンフォニア財団からプリティートップに引き戻すことに成功する。
グレイトフルシンフォニアでは、みあとともにセンター候補に抜擢される。みあとの友情を大切にしながらもセンターを巡ってライバル関係になければならない今の状態に思い悩むが、みあをはじめとする友人や仲間たちの力があって今の自分があることを確信。みあとともに、シンフォニアの女神からセンターの証である「えいえんのシンフォニアティアラ」を授かる。
シユン
声 - 金香里
ゲーム
シーズン10より追加。
アニメ
2人目の留学生。16歳。かりんと仲が良く、彼女の良き理解者。初対面の相手に対しても物怖じしない人懐こい性格で、みあとも気が合うらしい。世話好きなお姉ちゃん気質の持ち主で、相手が悩んでいるのを見過ごせないお節介焼きでもある（この点がかりんと共通しているらしい）。また一度怒らせると、満面の笑みを浮かべながら仲間たちにしかわからない怒りのオーラを出すために恐れられている（この点はかのんやあやみと共通しているが、かのんやあやみの場合は口調が荒くなるなど感情で激怒する）。個性が強い5人の中では積極的に自己主張をするタイプではないが、他のメンバー達からの信頼は篤く、チームのまとめ役のような存在になっている。「いえ〜い♪」が口癖。
ジェウン
声 - 米澤円
ゲーム
シーズン10稼動中の2012年8月に中途追加。
アニメ
3人目の留学生。13歳。一人称は「私」もしくは「ジェウン」れいなと仲が良く彼女を「れいなオンニ（姉さん）」と呼んでおり、他のPrizmmy☆メンバーをさん付けしている。普段は天然で優しい性格だが、マイペースでかなりの気分屋で一目惚れ癖がある。一目惚れに陥ると周りが見えなくなり、迷惑かける事があり、同じ少年を好きになったれいなを一時的に苦しめた事もあったが、その後彼女は別の少年に一目惚れし、すぐに問題は完結した（その移り気の早さには、れいなも呆れてたほど）。何かにつけて所かまわず「パクパク」（韓国版では「パックンパックン」）と言うのが口癖で、れいなを含む周囲からは変人扱いされる事が多いが、これは空気による味覚で物を見極める特技のためであり、宝探しなど活躍するほど。泳ぎの指導受けている時にもパクパクして水を飲んでしまうため、結果的に背泳ぎで泳いでいる。今はショウに一目惚れしている。
チェギョン
声 - 明坂聡美
ゲーム
シーズン10稼動中の2012年8月に中途追加。
アニメ
4人目の留学生。16歳。一人称は「あたし」または「チェギョン」。社長令嬢で、ユンスの妹。またミョンジャの娘でもある。ヨンファの幼馴染。みあに似たパワフルかつ自信家で探求心旺盛な性格。あやみの持っているメモ帳を一目で気に入り、それ以来あやみと親しくなった。金持ちの娘らしく、欲しい物は金に糸目をつけずに買うタイプだが嫌味がない為、憎めない人物である。ユンスの前では甘えん坊だが、4歳年下のあやみと出逢ってからは年相応にお姉さんらしい成長を見せ、あやみを自分の妹のように可愛がっている。セレナとは親同士が知り合いの関係らしい。水泳は2歳の時からコーチの指導を受けていたが、本人は「セレブリティな水着が濡れる」と言ってプールには入ろうとしなかったなど変わった感性を持っている。犬の扱いに慣れている。
口癖は「セレブリティ」（韓国版では「ラクジュアリー」）だが、本来の意味とは異なった使い方をしており、本人はかりんの「ギャラクティカ」と同じような意味合いで使っている他、「美味しい」や「美しい」などの賛辞に置き換える形としても使う（例えば、「このケーキ、とってもセレブリティ!」といった具合）など、肯定的な言葉として広く使っている。他にも「気にしない」という意味で「ケンチャナ」を多用する。韓国版ではボーイッシュ的な口調で話す。
ソミン
声 - 三宅麻理恵
ゲーム
シーズン10稼動中の2012年8月に中途追加。
アニメ
5人目の留学生。14歳。数多くのプリズムショーの大会で優勝した経歴を持つが、筋金入りの方向音痴で、初登場の時には道に迷った末にPrizmmy☆のステージに乱入してしまった事もあった。MARsの技をマスターし、プリズムアクトを完全にするという目的で韓国から留学してきた。合理主義的かつ頭の固い頑固な性格で、徹底して無駄を嫌い、場合によってはダンススクールの経営者である今日子に噛み付く事もあるが、本心はMARsが大好き。実は非常に涙もろく、それを指摘されると泣きながら怒る（みあ曰く「最高に面白い芸」）。かつて泳ぐ事が大好きだったが、海での事故で少し流された恐怖からトラウマが残り水を恐れるようになった（後にメンバーやユンスに支えられて克服する）。みあと共に「マジカルみおん」の熱狂的なファン。ユンスに好意を抱いている。

## レインボーライブスターズ
ゲームのセッション01 - 05（シーズン14 - 18）およびアニメRLを初出とするプレイヤーキャラクター。全員プレイヤーキャラクターとしての使用に際しメモリーパスを必要としない。

### ハッピーレイン♪
原宿の「プリズムストーン」に勤めるなる・あん・いとの3名で構成されるユニット。第26話までは「プリズムストーン」という名で活動していたが、モモ（荊千里）に3人のユニット名を考えるように言われた際に、なる・あん・いと・りんねのイニシャルを繋げた「R(りんね)A(あん)I(いと)N(なる)」と、雨が幸せを運ぶという解釈から「ハッピーレイン♪」というユニット名になった。
彩瀬なる（あやせ なる）
声 - 加藤英美里
第3期の主人公。ピンク色のセミロングの髪が特徴の中学2年生の14歳。3月3日生まれ、うお座のO型。イメージブランドはラブリー。ファッションブランドショップ「プリズムストーン」の店長。性格は素直で人懐っこいが、それゆえに知らず知らずのうちに相手の神経を逆撫でしてしまうこともある。音楽の「色」を見る力がある。喜ぶと「ハピなる!」という口癖が出るほか、語尾に「○○なるなる」「○○な〜る」と付ける。同年代の少女に比べても極端に小柄な体格をしている。背が高い大人のレディになるのが夢で、毎日牛乳を飲んでいる。得意教科は国語と美術で、苦手な教科は数学。特技は「デコる」こと。牛乳やグラタンが好物。プリズムライブの楽器はギター。整理整頓が苦手で、部屋はいつも散らかっている。
プリズムショーは得意ではなく、「プリズムストーン」のオーディションを受けるまでプリズムジャンプはおろかプリズム空間にすら入ったことがなかったが、オーディションでいきなりプリズムライブを披露するなど高い素質を持っており、べるなど一部の人物からはその素質を見抜かれている。
マイソングを披露することになった際、偶然演奏していたコウジに作曲を頼むが、一度は拒否されてしまう。しかし粘り強い交渉で彼の心を動かした結果、マイソングを贈られる。「ドリーミングセッション」ではプレッシャーからステージ上で泣いたり、叫び出してしまうが、コウジの応援により持ち直し、3連続ジャンプを決める。結果は規定時間オーバーで敗退してしまうが、これまでまったくプリズムショーの練習をしてこなかった自分を反省して特訓に励むことを決意、以降は店長業務の時間の合間に練習に励んでいる。その後、あん・いとと新ユニット「ハッピーレイン」を結成し、「トライ！グルーヴィングセッション」ではベルローズを抑えて優勝を果たす。
プリズムクイーンを決める「オーバー・ザ・レインボーセッション」では最終演技者として登場。世界からプリズムの煌きが失われ、プリズムショーシステムも動かず、大会本部からも演技の中止を打診される中、「プリズムの煌きはすぐそばにある」と信じてステージに立つことを決意。プリズムショーシステムがダウンし、まともに演技を行えない状況下でも諦めずに演技を続けた結果、ついにプリズムジャンプが失敗の連続で観客に喜ばされ、不細工になってしまった。
そしてプリズムライブを発動してプリズムジャンプ「ハピなるアロー・無限大」を跳び、世界のプリズムの煌きを取り戻すという奇跡を起こす力を持つ英雄になる。
当初はコウジを異性として無意識に好意を抱いていたが、彼はいとと恋仲になってしまったために失恋。りんねに慰められる形で泣いた後は、2人の仲を素直に応援している。終盤でDear Crownの店長になる。
数年後、ハッピーレイン♪の活動を続ける。
福原あん（ふくはら あん）
声 - 芹澤優
なるのクラスメイト。金色のロングヘアを左サイドポニーにまとめ、さらにリング状に結わえている。14歳。4月2日生まれ、おひつじ座のA型。イメージブランドはポップ。ファッションブランドショップ「プリズムストーン」のスイーツ担当。一人称は「私」。学校では学級委員長で、プリズムショークラブの部長もしており学校中から頼りにされている。音楽の「味」を感じる力がある。オカルト好き。プリズムライブの楽器はドラム。
パティシエの道に興味を示しているが、実家の煎餅屋「福々堂」を継がせようとする父親とは対立している。しかし決して父親や実家の煎餅屋を嫌っているわけではなく、大切に思っている。
マイソングは先輩であるカヅキからの贈り物でとても大切にしており、所有権を巡る因縁からわかなとは対立関係にある。所有権の問題に決着がついた後も対立は変わらず、わかなとは紆余曲折を経て「ドリーミングセッション」で対決することになる。そこでわかなの演技への対抗心から、それまで一度も跳んだことがない3連続ジャンプを跳ぶことを決意する。未経験故に心の奥底では不安があったがカヅキからの助言で吹っ切り挑戦、着地に失敗してしまい敗北するが、演技終了後、りんねから「心に作っていた壁はもう無い」と諭され、溜めこんでいた感情を涙ながらに吐露し、わかなにも謝罪した。
以前の約束からわかなに敗北したらプリズムショーを辞めなければならないのではと怯えていたが、わかなから「目立ったまま辞められたら面目が潰れる」との理由で再戦を申し込まれ、約束は取り消しとなった。
わかなからは「正義の味方ちゃん」とからかわれる程正義感が強いが、実は当のわかなからは小学生時代のある出来事で恨まれている。わかなから一方的に怒りをぶつけられて戸惑うが、カヅキの証言で誤解が解かれた事で蟠りは無くなり、わかなとは喧嘩友達の仲になった。
当初は無自覚であったが実はカヅキの事を先輩以上の異性として意識しており、後半では彼とわかなの一挙一動にやきもきする姿を見せていたが、デュオ大会においてのわかなの言葉からようやくそれを自覚。互いに（誤解であったが）失恋したことでわかなと完全に和解を果たした。
スピンオフ作品「KING OF PRISM」では、本編最終回でわかなと告白した返事をカヅキから未だにもらっていないことに業を煮やして、わかなと二人でカヅキを追いかけて青森県までやって来た。
ゲームではセッション1より使用可能。
涼野いと（すずの いと）
声 - 小松未可子
なるのクラスメイト。14歳。2月14日生まれ、みずがめ座のB型。イメージブランドはクール。ファッションブランドショップ「プリズムストーン」のメイク担当。音楽の「熱」を感じる力がある。黒髪のショートヘアで、紫色のメッシュを前髪に入れている。一人称は「あたし」でたまに「私」になる。父親とふたり暮らしのため、彼女が食事を用意している。ボーイッシュで、ギターをはじめとした楽器演奏が得意。ミュージシャンである父親からバンドのヘルプを頼まれることがある。劇中ではギターを持った場面が多いが、母親の才能を受け継いだためピアノの方が得意で、プリズムライブの楽器もキーボードを使う。
気難しい性格で群れることを好まず、さらに少しでも気に障ると癇癪を引き起こして相手の言い分にも耳を貸さないなど、当初はさまざまな点で問題が多かった。その性格が災いして周囲からは不良と噂され、クラスでも孤立していたが、なると接するうちに心を開いていく。コウジを強く意識しており、曲を聴いただけで彼が作曲したものだと瞬時に判別できる。そのことから、コウジを巡ってなるに対抗心を向けることもある。周りには自分をバンドネームの「クロス」と呼ばせており、心を許した者以外に本名の「いと」と呼ばれると怒り出す（第1話ではなるに対しても怒っていた）。かつて母親からプレゼントされたプリズムストーンを肌身離さず持ち歩いている。
父親のギターを買い戻すためにプリズムストーンで働いている。ショップのオープン当時は勝手気ままな振る舞いで客を怒らせた上、プリズムショーではロックを好まない客に対しても我を通してロックを演奏して不興を買い、フォローするなるを窮地に立たせたが、なるの熱いライブに感化されてからは考えを改め、徐々に「いらっしゃいませ」が言えるようになる程の成長を見せている。
常に人の顔色をうかがうおとはの物腰に気分を害していたが、「ドリーミングセッション」での敗北以降は気にかけるようになった。プリズムストーンのイベントにおいて、おとはがプリズムライブに覚醒するきっかけを作っている。
ヒロのマイソングを巡る一件で彼から利用されてしまい、助けに入ったコウジを誤解するようになるなど険悪な仲になった事もある。しかし、その後彼の音楽に対する姿勢に触れる内に惹かれるようになり、最後はコウジの想いを受け入れて恋人同士となった。最初はギクシャクしていたが、少しずつ自然に話せるようになり、バレンタインには彼にチョコを渡している。しかしコウジがかつて自分の父が死なせた人の息子と知ると、みんなを傷つけたくないからという理由で別れた。その後、「オーバー・ザ・レインボーセッション」で関係者が真実を知り、涼野家と神浜家の和解が成立してからは再びコウジと一緒にいられるようになった。
母親と弟は北海道で暮らしており、修学旅行の自由行動を利用して再会する。しかし母から「父と同居は出来ない」と告げられ、母が父をもう愛していないと決め付けて癇癪を起こしてしまうが、激怒した弟の結から母の抱えていた苦しみを聞かされ、母の想いを理解するようになり、いつか家族が再び戻れる事を信じて、母と弟にプリズムダンスを披露する。その後、夢がかない、家族4人でバンド活動をスタートした。ちなみにコウジもバンドメンバーとして参加している。
おとはから「王子様キャラ」と評されたこともあり、自分には似合わないと可愛い格好することに強い抵抗を持ち、ゲーム版や漫画版ではそのエピソードが描かれている。
ゲームではセッション1稼働中の2013年6月6日より中途追加された。
りんね
声 - 佐倉綾音
プリズムストーンの店長オーディションの時、なるのプリズムライブに呼応する形で突然現れた謎の青色の髪の少女。過去の記憶を失っており、感情表現も無に等しい。なるに「虹の音楽」の存在を示唆するなど、観念的で抽象的な発言が多い。しかしプリズムジャンプとなると一転して表情を輝かせ、高難度の4連続プリズムジャンプも難なく跳び、終盤ではペアとも（ピコック）がいない時でもプリズムライブができる。学業などの能力も高い。千里からプリズムショーに出ることを固く止められているが、一度スイッチが入ると暴走してしまう。雨を弾く、ドアを開けずに部屋に入るなど、超人的な能力を持っていると思われる描写が数多くある。当初はプリズムストーンで暮らしていたが、物語中盤でなるの家に居候することとなり、千里の子供という形でなるたちの学校に編入、クラスメイトとなる。
感受性が非常に強く、べるの孤高な演技やジュネの演技には涙を流した。
正体はプリズムの輝きを伝えるためにさまざまな世界を渡るプリズムワールドの使者で、事故に遭い記憶を失った。前々作『オーロラドリーム』に登場したプリズムジャンプ「オーロラライジング」や前作『ディアマイフューチャー』に登場した「プリズムアクト」を伝えたのも彼女であると示唆されている。ジンギスカンが好物。初期設定ではなると同様ミルクが好きで漫画版ではその設定を使われている。
アニメ本編に先がけ、ニンテンドー3DS用ソフト『プリティーリズム・マイ☆デコレインボーウエディング』に登場。第1話冒頭でりんねが着用している衣装「レインボーウエディング」は、3DSゲーム版の主人公から譲られたものという設定になっている。
ゲームでは2013年5月18日から6月2日まで（セッション01）の期間限定で登場。その後も何度か期間限定で登場し、セッション04よりレギュラーキャラクターとなった。
　・演者の佐倉綾音氏は「プリティーリズム　ディアマイフューチャー」で、「大瑠璃あやみ」を演じた。

### ベルローズ
25話まではユニット名を「エーデルローズ・Sチーム」としていたが、わかなの提案により「ベルローズ」と改名した。「ベルローズ」には，「美しい薔薇」という意味がある。
蓮城寺べる（れんじょうじ べる）
声 - 戸松遥
赤髪のロングヘアの少女。ル・セリアナ女学院中等部2年星組。11月11日生まれ、さそり座のA型。特技はバイオリン、たからものは父から貰ったテディベア、好きな食べ物は肉全般。イメージブランドはセクシー。エリートプリズムスタァ養成アカデミー「エーデルローズ」一番の実力者で、2人の同期と結成した「ベルローズ」を率いる。
エリート校のトップであるがゆえに厳しいトレーニングを積んでおり、学校の成績は小学生の時からトップを維持している。6年ほど海外生活経験があり、英語、フランス語、ドイツ語、スペイン語の四ヶ国語が話せ、1年前にはバイオリン国際コンクールで優勝を果たしている。プリズムライブ時の楽器もバイオリン。
さまざまな分野において輝かしい成績を出しているが、それは異常なまでに虚栄心の強い実母の存在が大きく影響しており、その内ではトップにならなければ母から愛されなくなるという強迫観念を抱いている。この結果、本来あった優しく仲間想いの性格だったが、極端なまでにプライドが高く、自分より上に立つ恐れのある者は親友であろうと容赦をしない気性の激しく苛烈な性格に醸成されていくことになってしまった。ただしプリズムショーへの情熱は熱く、べるがトップの地位にいるのもプリズムスタァであり続けたいが故であり、その面では当初からなるに憧れを抱かせていた。
中盤、母との決別もあり、性格も丸くなり、プライドの高い面は残りつつも、コスプレを喜んでする、着ぐるみに抱きついてはしゃぐなど、お茶目な一面を見せるようになった。
なるとは「プリズムストーン」の店長オーディションで初めて顔を合わせる。べる自身はオーディション参加を「退屈しのぎ」と言っていたが、絶対の自信を持っていたプリズムショーの演技を行う前になるがプリズムライブで店長の座を射止めて以降、なるの存在を意識するようになる。また、りんねの実力を目の当たりにして以来、彼女をライバル視するようになる。さらにろくな練習もせずに気ままにプリズムショーを行っていた「プリズムストーン」を敵視し、公然の場で潰そうと目論むようになる。策を練ってなるたちを「ドリーミングセッション」へ参加させ、圧倒的な実力差を見せつけることでなるを畏怖させるが、恐怖を乗り越えた彼女が3連続ジャンプを跳んだことにショックを受け、自身の勝利を喜んで祝福してくれたなるに対し、目論見が外れた苛立ちから激しく突き放した。
「ドリーミングセッション」以降は、自分を超える存在となり得るなるの存在に苛立ちを抑え切れず、後輩に八つ当たりを日常的に行うなど横暴な面が強くなり、自分以上に後輩達からの尊敬を集めたおとはに嫉妬する形で彼女を追放処分にしたり、おとはの代役として採用した女子に対しても、八つ当たりに近い形で苛烈な仕打ちを行った結果、逃げられてしまっている。そして、エーデルローズに戻ってきたおとはだけでなく、わかなまでもがプリズムライブをできるようになったことで、焦りから母親にプリズムライブができると見栄を張ってしまい、ある政治家の娘の誕生パーティーにて失態を犯してしまう。その結果、激怒した母から「トップでない以上、プリズムショーをする意味がない」と突き放され、泣き崩れる。母に言われるがままフランスへ行くことになってしまったが、どんなに突き放してもなお自身への憧れを捨てないなるとの触れ合いや、空港まで追いかけてきたおとはやわかなの言葉から「プリズムショーをやめたくない」と本心を打ち明け、母と決別してプリズムショーに復帰。他者を愛する気持ちを持つことでプリズムライブおよび4連続ジャンプ達成に成功し、母からプリズムショー継続を許される。
「と・き・め・きDAYSセッション」以降は「愛」を強く意識するようになり、仁の勝つためには他人を蹴落としても良いという考え方に反対するようになる。仁の信奉者である母とはプリズムショーのあり方をめぐり意見の対立が続いていたが、なるとのデュオ披露を機に和解した。
その後、プリズムクイーンになるためという名目（実際はジュネに負けたペナルティ）として仁から過酷な特訓を課せられる。さらに彼の卑劣な策略で、ジュネやなるたちが「オーバー・ザ・レインボーセッション」に出られなくなった際は猛抗議したが聞き入れられず、逆におとはとわかなの2人の追放をゆすられた結果、何も出来ずにいた。しかし、ヒロがライブ中に自らの真実を告白し、黒川冷たちが聖に関する真実を暴露した後、仁の父親で新たにプリズムショー協会の会長となった皇が仁の主宰職を解任したことでなるたちとの正々堂々とした対決が実現。大会では7連続ジャンプを成功させ、アクシデントはあったがこの年のプリズムクイーンになった。
漫画版ではプライドの高さはあるがなる達のこと、内心認めつづも素直になれないツンデレキャラとして描かれている。
ゲームではセッション2への更新と同時に使用可能となった。
森園わかな （もりぞの わかな）
声 - 内田真礼
緑色の長髪を両サイドで団子にまとめた少女。ル・セリアナ女学院中学2年生。6月5日生まれ、ふたご座のAB型。イメージブランドはエスニック。一人称は「あたし」べるの誘いで一緒にオーディションを受けて「エーデルローズ」に所属。「ベルローズ」のメンバーにして名付け親である。入学当初からエーデルローズナンバー2の称号を持つ。音楽の「風」を感じる力がある。特技はプリズムストーンを使った占い。プリズムライブ時の楽器はマリンバ。気さくな性格だがどこか斜に構えたところがあり、べるに便乗して他人をからかうことが多く、「プリズムストーン」の関係者からは反感を買っていた。幼少期は気弱で引っ込み思案だったようで、父は「昔はもっと聞き分けのいい子で、文句も言わなかった」という。父の転勤に従って何度も転校を経験しているが、現在は転校当初に自分以外に友人を持たなかった親友のべるを支えるため転校を拒否し、「エーデルローズ」にも一緒に入学した。言葉の語尾や間に「にゃー」と付けて話す癖があるが、家庭内ではこの癖を隠すなど、状況に応じて言葉遣いを使い分けている。表向きは退屈しないからという理由で現住所に転居以来べると常に行動を共にし、「べるの2番手」と自身のキャラクターを任じた結果、現在の口調および髪型となった。自身の父以上に厳格かつ苛烈な母を恐れるべるの苦しみを知っていて、彼女に対して気後れすることなく軽口を叩く稀有な人物である。プリズムショーのセンスはべるが内心恐れるほどの潜在能力を持つが、べるのプライドと家庭における立場を守るため彼女との競争は避けている。プリズムショーだけでなく勉強も得意で、学年3位の成績を維持している。
あんに対しては、小学校の時のいきさつにより当初は常に激しいライバル心を燃やし、べるの「プリズムストーン」潰しにも協力していた。「ドリーミングセッション」では、試合前にべるが放った「エーデルローズに失敗は許されない」という言葉が重荷となり、挑戦しようとしていた3連続ジャンプを直前で回避してしまう。果敢に3連続ジャンプに挑んだあんが失敗したために結果的には大差の勝利を得るが、落胆するあんに対して憎まれ口混じりに再戦を期した。後にあんとは和解し、プリズムライブ失敗により放心状態となっていたべるの捜索をプリズムストーンに依頼し、べる発見後には感謝の言葉を述べている。ただしあんに対する毒舌は相変わらずだが良き悪友として接している。
おとはのことは入学当初最下位クラスの成績だったこともあって格下に見ていたが、彼女の追放後に周囲への八つ当たりと無茶な練習で心身のバランスを崩していくべるを見てチームの先行きに危機感を持ち、彼女の復帰を願うようになった。おとは復帰後は彼女の励ましで、べるを連れ戻してエーデルローズ・Sチームを「ベルローズ」として再建した。
仁の苛烈な指導により失敗を恐れ、本番に弱かったが、カヅキの励ましによって心の壁を破り、3連続ジャンプを見事に成功させる。あんと和解後にプリズムライブを成功させ、カヅキのショースタイルを体得して仁の指導方針を批判するようになる。
小学4年生の時にあんの誘いでカヅキが部長をしていたプリズムショークラブに1ヶ月半だけ所属していたことがあり、3人が写っている写真を大切にしている。
スピンオフ作品『KING OF PRISM』では、RL本編最終回でカヅキに告白したことの返事を未だにもらえないことに業を煮やし、あんと共にカヅキを追いかけて青森県までやって来た。
ゲームではセッション2稼働中の2013年9月14日に中途追加された。
小鳥遊おとは（たかなし おとは）
声 - 後藤沙緒里
黄色いセミロングの髪の前髪部分を太く束ねた少女。ル・セリアナ女学院中学2年生。9月15日生まれ、おとめ座のO型。イメージブランドはフェミニン。べるやわかなと同時にオーディションを受け「エーデルローズ」に所属。「ベルローズ」のメンバーでエーデルローズナンバー3の称号を持つ。おとぎ話のような夢幻的で甘美な情緒を好む。口癖は「メルヘン」。音楽の「香り」を感じる力がある。他のエーデルローズ関係者と違い仁の排他的な考え方に染まっておらず、誰に対してもその演技を素晴らしいと思えば惜しみなく称賛する、素直で大らかな面を持つ一方で、常に他人の顔色を気にしており、すぐに相手に謝ってしまう気弱な性格である。本人は謙遜しているが、周囲への細やかな気配りが得意である。物事を忘れやすい性質であることを自覚しており、常にシステム手帳を持ち歩いて何でもメモを取るように心がけている。紅茶に造詣が深く、茶葉の知識が豊富で茶器その他調度のセンスに優れ、美味しい紅茶の淹れ方に練達している。プリズムライブ時の楽器はサクソフォーン。
べるに従属していて、彼女のためにお茶の用意からスケジュールの管理に至るまで、侍女のように献身的に尽くしている。それをいとから問い詰められると涙を浮かべて反論したり、「べるさんを想うハートは誰にも負けない」と吐露するなど、べるに深く心酔しており、最終回では他の子がべるとダンスをしている際、激しい嫉妬心を見せる一面を見せた。その端緒は、エーデルローズのオーディションを受ける際に、必須の靴を忘れて困り果てていたところ、偶然に居合わせたべるから靴のストーンを譲り受け「お互いにベストを尽くしましょう」と励まされたことである。この直後、べるとわかなに練習仲間として迎え入れられたことから、ベルローズの前身であるエーデルローズ・Sチームが結成されることとなった。入学当初は最下位クラスだったが、べるやわかなと厳しい自主練習を重ねて実力をつけ、ナンバー3の称号を得るまでになった。4位以下との実力差は圧倒的で、べるをして「他は素人」と言わしめるほどである。
「ドリーミングセッション」では、普段の様子からは想像できないほど活き活きとした演技を披露し、いとに大差で勝利する。しかし、この活躍によって後輩たちの視線を集めるようになるとべるの怒りを買い、半ばチームを追われた身となる。その間、べるが敵視する「プリズムストーン」に出入りするようになり、さらに「ティーパーティー」をテーマにしたイベントを提案し、なるたちの求めに応じて台本の制作を引き受けるとともに、いとと2人で主役を務めた上、プリズムショーを行ったことにより完全にチームから放逐されてしまう。
その後はしばらく「プリズムストーン」に身を寄せていたが、べるを慕い彼女を心配する気持ちは変わっておらず、わかなの口利きでオーディションに参加を認められて合格、エーデルローズに復帰した。復帰後チーム結成当初の優しさを取り戻したべるとわかなからは人間的な成長を認められて従者扱いされることはなくなり、べるのわがままに手を焼くわかなを逆に励ましている。
ゲームではセッション2稼働中の2013年8月1日に中途追加された。

### その他
特定のチームに属していないプレイヤーキャラクター。
天羽ジュネ（あもう ジュネ）
声 - 宍戸留美
ファッションブランド「Dear Crown（ディアクラウン）」のプロデューサーで、4連続プリズムジャンプを飛んだ天才プリズムスタァ。16歳。現在も、協会員としてプリズムショー界を変えようと奮闘する聖に寄り添い、会長就任まで支えてきた。
過去に聖と出会い、彼が4連続ジャンプを跳ぶに至った切っ掛けであると共に、仁の姦計によって彼の選手生命を奪ってしまう遠因ともなっている。その後、希望を失い絶望に陥っていた聖を立ち直らせるべく、自らの意思で彼にプリズムショーを教えて欲しいと懇願。プリズムスタァとして驚異的な成長を遂げ、見事クイーンの栄冠を手に入れるまでに至っている。その後、エーデルローズの主宰に就任した仁から自らの元へ来るようスカウトされるが、聖を怪我に追い込んだ仁の誘いを受けるはずもなく、彼を「偽りのキング」と唾棄して、自ら退学の道を選んだ。この事で逆恨みした仁からは、裏切り者として狙われている。
プリズムライブによりプリズムショー界に変革が成されると、自身もショーへの復帰と、5連続ジャンプを跳ぶ事を宣言。用意された舞台では完璧に5連続ジャンプを成功させ、なるたちに無意識で涙を流させた。その際のパフォーマンスからも、聖の事を一人の男性として愛し、結婚願望もある事がうかがわれている。
りんねとペアを組んでショーを行った際、りんねと同じプリズムワールドの使者（もう一人のりんね）であることが発覚。彼女からはプリズムワールドに戻るよう言われるが、聖を愛していると言ってはばからず、断固拒否している。
りんねとの衝突後、予定よりも現実世界にい続けている事で、徐々に身体が崩壊の兆しを見せ始めている。仁によって「オーバー・ザ・レインボーセッション」への出場を取り消された後、聖の行った記者会見によって彼との関係はコーチと教え子以外に無い事を認めたが、自宅に帰宅した後で一人泣き続けていた。
終盤ではりんねが身体を貸し出して融合することで存在を維持していたが、最終的にはプリズムの女神により今までの記憶とプリズムショーへの参加資格を全て失った上でなる達の世界に残留することになり、晴れて聖と結ばれた。
スピンオフ作品『KING OF PRISM』では本編終了後の記憶のない状態で登場。エーデルローズのシスターとして聖のもとにいる。『PRIDE the HERO』では仁を憐れに感じて一時的に仁の所に身を寄せるが、如月ルヰのプリズムショーを見たことで記憶が戻り、聖の元へと帰る。『Shiny Seven Stars』では聖と婚約したことが語られている。
前作『プリティーリズム・ディアマイフューチャー』にもDear Crownは登場しているが、ユンスのDear Crownとは全くの別ブランドである。
ゲームでは2013年11月23日から12月6日まで（セッション03）の期間限定で登場。その後も何度か期間限定で登場し、2014年1月9日（セッション04）よりレギュラーキャラクターとなった。
北条コスモ（ほうじょう コスモ）
声 - 山本希望
3DSソフト『マイデザ』（ストーリーパートは『1450』にも再録）のゲストキャラクターで、アニメRLでは第34話になるがDear Crownで開催したチャリティショーの観客としてモブ出演している。
『マイデザ』の主人公と同様に赤井めが姉ぇの導きでRLの世界へ連れて来られ“おしゃれ番長”の二つ名で都内のほとんどの街を「おしゃれジャック」していたが、最後に残った原宿でPrism Stoneの店員として働いていた主人公に勝負を挑んで来る。ただし、序盤ではコスモ自身が主人公とプリズムショーで対決することはなく妹分として従えている「コスモ☆シスターズ」のゆうひとあまねが代わりに対戦相手となる。
『プリパラ』では、SoLaMi♡SMILEのメンバー・北条そふぃの姉でファッションデザイナーとして大成していることが明かされており『プリティーリズム』と後継タイトル『プリパラ』の橋渡し的な存在となっている。

## 1450限定のプレイヤーキャラクター
以下は3DSソフト『プリパラ&プリティーリズム プリパラでつかえるおしゃれアイテム1450!』限定のプレイヤーキャラクターである。
真中らぁら（まなか らぁら）
声 - 茜屋日海夏
後継タイトル『プリパラ』の主人公。クロスオーバー作品の『1450』では主人公となり、RLの世界でプリズムショーを行う。
なお、日本国外（台湾・香港および韓国）の『プリティーリズム』では『プリパラ』の稼働開始前からアーケード版のプレイヤーキャラクターとして使用可能であった。
速水ヒロ（はやみ ヒロ）
声 - 前野智昭
“絶対アイドル”の二つ名を持つRLのメインキャラクター。『1450』限定ながら、男子プリズムスタァとしては初めて操作可能となった。衣装は固定されており、女子プリズムスタァのように着替えさせることは出来ない（ジャンプの種類を変化させることは可能）。